# Mesobiotus kovalevi
Espèce
Synonymes
- Macrobiotus kovalevi Tumanov, 2004

Mesobiotus kovalevi est une espèce de tardigrades de la famille des Macrobiotidae.

## Distribution
Cette espèce est endémique de Nouvelle-Zélande.

## Publication originale
- Tumanov, 2004 : Macrobiotus kovalevi, a new species of Tardigrada from New Zealand (Eutadigrada, Macrobiotidae). Zootaxa, no 406, p. 1–8.